# Andreas Robens
Andreas Robens, geb. als Andreas Ernst August Schmiedeberg (* 10. Juni 1966 in Hannover-Linden), ist ein deutscher Unternehmer, Schauspieler und TV-Darsteller, der durch seine Mitwirkung an der Fernsehsendung Goodbye Deutschland! Die Auswanderer des Senders Vox bekannt wurde.

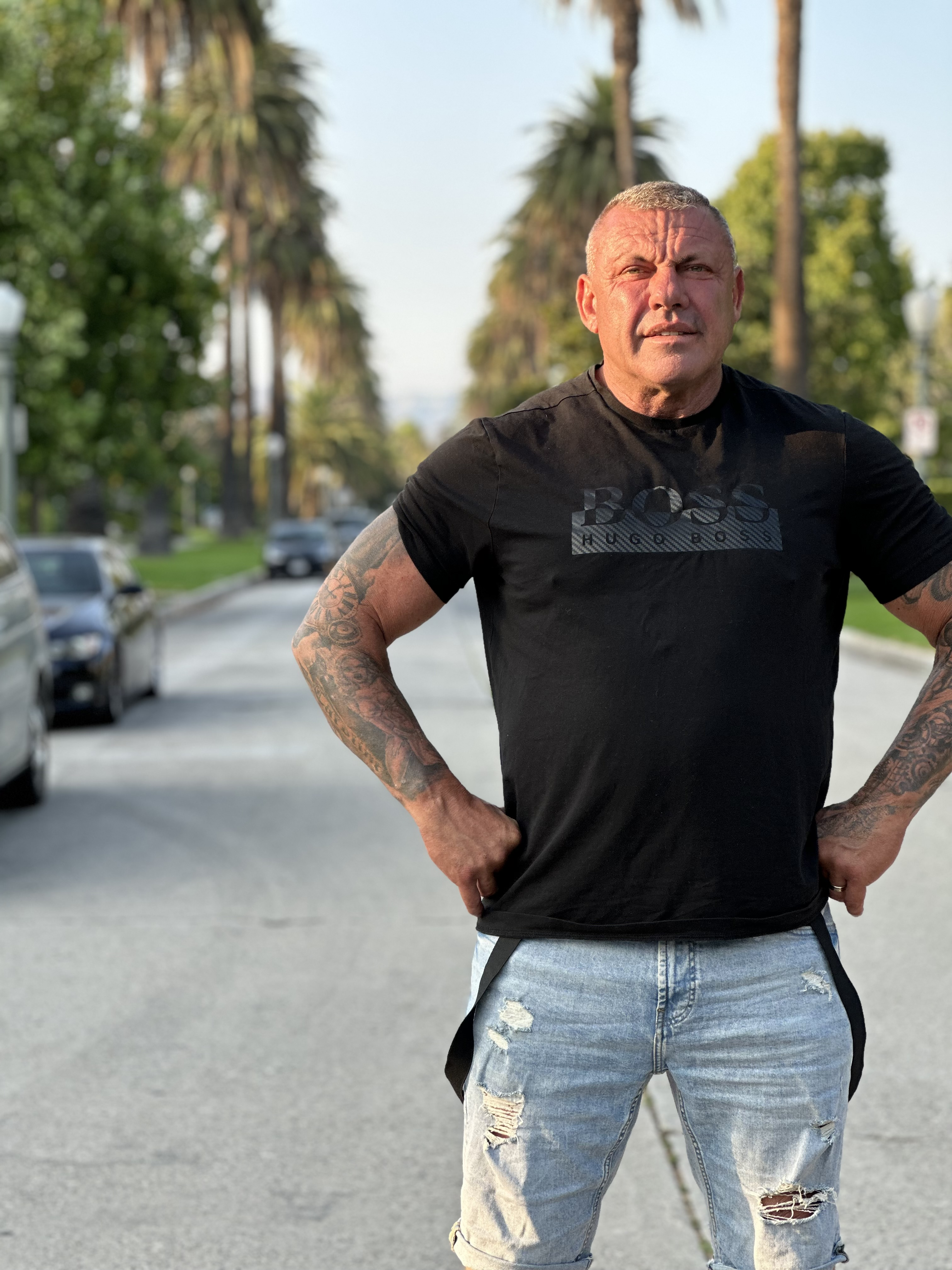
Andreas Robens (2023)

## Leben
Robens lernte seine spätere Ehefrau Caroline „Caro“ Robens im Jahr 2010 auf Mallorca kennen, wo er als Türsteher einer Diskothek arbeitete. Sie heirateten kurze Zeit später. Bei der Heirat nahm er den Nachnamen seiner Frau an. Gemeinsam mit seiner Ehefrau Caroline eröffnete er 2011 auf Mallorca ein Fitnessstudio, das sie bis heute betreiben. In den Jahren darauf erweiterten sie ihr Geschäft und eröffneten einen Schönheitssalon, mehrere Restaurants und ein weiteres Fitnessstudio.
Im Rahmen der Vox-Sendung Goodbye Deutschland! Die Auswanderer wurden sie seit 2015 bei ihrem Leben auf Mallorca begleitet. Im Sommer 2020 nahm das Ehepaar an dem RTL-Format Das Sommerhaus der Stars teil, das sie gewannen.
Im Jahre 2023 hatte er in einem Film von Marcel Walz erstmals eine Komparsenrolle und hat in dem Film Brute 1976 desselben Regisseurs eine Nebenrolle als Mörder gespielt.

## Fernsehauftritte
- seit 2015: Goodbye Deutschland! Die Auswanderer (VOX)
- 2020: Das Sommerhaus der Stars (RTL)
- 2020: Pocher – gefährlich ehrlich! (RTL)
- 2021: Caro und Andreas – 4 Fäuste für Mallorca (TVNOW/VOX)
- 2024: Die Dekoprofis – Die schönste Idee für jedes Budget (VOX)

## Kinofilme
- 2023: Garden of Eden (Independent Horrorfilm USA)
- 2023: Brute 1976